# ارتودنسی (فیلم)
ارتودنسی یک فیلم کوتاه ایرانی به نویسندگی و کارگردانی محمدرضا میقانی است که در سال ۱۴۰۰ منتشر شد.
فیلم کوتاه ارتودنسی نامزد نخل طلای بهترین فیلم کوتاه داستانی از هفتاد و چهارمین دوره جشنواره فیلم کن و همچنین نامزد بهترین فیلم داستانی از جشنواره فیلم ساندنس بود.

## خلاصه داستان
آمتیس که به تازگی درمان ارتودنسی را شروع کرده و مجبور است یک فک بند روی صورتش داشته باشد  با دوستش سارا دست به کارهای عجیبی میزنند.

## حضور های بین المللی
بخش مسابقه جشنواره کن ۲۰۲۱
بخش مسابقه جشنواره ساندنس ۲۰۲۲
نمایش در آکادمی جشنواره فیلم لوکارنو ۲۰۲۳
بخش مسابقه جشنواره فیلم شب های سیاه تالین 
بخش مسابقه جشنواره فیلم درسدن آلمان 
بخش مسابقه جشنواره فیلم لیدز انگلستان 
بخش مسابقه جشنواره فیلم ریندنس 
بخش مسابقه جشنواره فیلم اوپسالا سوئد 
بخش مسابقه جشنواره فیلم هنگ کنگ 
بخش مسابقه جشنواره فیلم سنت لوئیس آمریکا
بخش مسابقه جشنواره فیلم هالی شورت آمریکا 
بخش مسابقه جشنواره رگنسبورک آلمان 

## نامزدی  و جوایز
تقدیر ویژه از بخش فیلم کوتاه جشنواره درسدن آلمان 
نامزد بهترین فیلم کوتاه داستانی از بخش مسابقه جشنواره کن
نامزد بهترین فیلم کوتاه داستانی از جشنواره فیلم ساندنس
نامزد بهترین فیلم کوتاه داستانی از جشنواره فیلم هنگ کنگ
نامزد بهترین فیلم کوتاه داستانی از جشنواره فیلم اوپسالا سوئد
نامزد بهترین فیلم کوتاه داستانی از جشنواره فیلم کوتاه نهال